# اساكا اوفلا (اعشاتن)
اساكا اوفلا هو دُوَّار يقع بجماعة أسايس، إقليم الصويرة، جهة مراكش آسفي في المملكة المغربية. ينتمي الدوّار لمشيخة اعشاتن التي تضم 4 دواوير. يقدر عدد سكانه بـ 273 نسمة حسب الإحصاء الرسمي للسكان والسكنى لسنة 2004.

## روابط خارجية
- البوابة الوطنية للجماعات الترابية
- المندوبية السامية للتخطيط